# Cosmophyga sociodes
Cosmophyga sociodes là một loài bướm đêm trong họ Geometridae.